# 大般若经

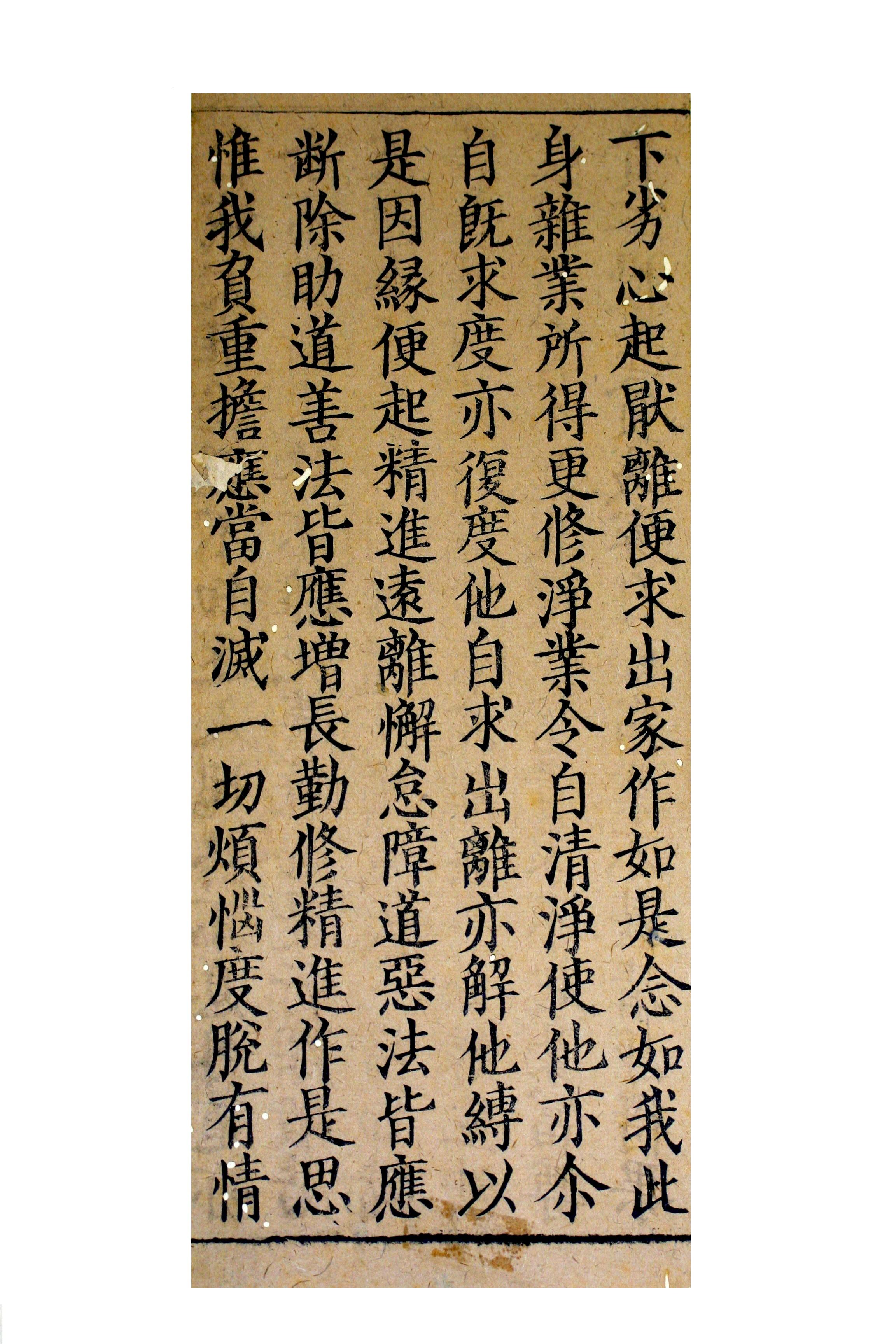
《大般若经·第六分法性品》（卷六）

《大般若經》，全称《大般若波羅蜜多經》（梵語： Mahā-prajñāpāramitā Sūtra），大乘佛教经典，为宣说“诸法空相”之义的般若类经典汇编，並廣述菩薩道，由唐朝玄奘法师译出，共600卷。其中第二會(《二萬五千頌般若》)、第四會(《八千頌般若》)和第九會(《金剛般若》)為般若經的基本思想，成書於公元前1世紀左右，其他各會是在以後幾個世紀中成書的。
“般若波羅蜜多”，意译為“智慧到彼岸”。此经主旨在阐明世、出世間的一切法，皆是如幻如化。如幻如化的一切法，但唯假名，依緣起相待而有，而自性畢竟空。

## 傳譯
一般认为《般若经》在印度贵霜王朝时在南印度广为流行，梵文本多数仍存。後來在北印度開始普及，經闐傳入中國。
最初流傳在中國的，是由東漢支娄迦谶譯出的《道行般若經》十卷（又稱「八千頌般若經」），後來三國時期曹魏僧人朱士行在甘露五年（260年）到闐求得《放光般若波羅蜜多經》梵文原本（又稱「兩萬五千頌般若經」），由無羅叉和竺叔蘭共同翻譯。
這兩種般若经有多種異譯本，最著名的是由後秦譯師鳩摩羅什于弘始六年（404年）譯出的《大品般若經》（兩萬五千頌本）和弘始十年（408年）的《小品般若經》（八千頌本），這兩部經又題作《摩訶般若波羅蜜經》。其他的般若經也陸續從印度傳譯至中國，如《文殊般若經》、《般若心經》、《金剛般若經》、密教的《般若理趣經》等等。
《大智度論》說般若經有上中下三品，為十萬偈般若以及大品、小品般若。至菩提流支時，依《金剛仙論》所傳，有八部般若，分別是十萬偈（大般若經初會）、二萬五千偈（大品般若經）、一萬八千偈（大般若經第三會）、八千偈（小品般若經）、四千偈（大般若經第五會）、二千五百偈（勝天王般若經）、六百偈（文殊般若經）、三百偈（金剛經）。
唐朝玄奘從顯慶五年（660年）至龍朔三年（663年）所譯出的《大般若經》共計六百卷，分成九部、十六會，除了重譯上面所提到過的《小品》和《大品》外，還包括了佛陀在王舍城鷲峰山、給孤獨園、他化自在天王宮和王舍城竹林精舍等四處講法時的全部般若經。
之後宋朝的施護、天息災等人除了再譯《心經》、《小品經》、《理趣經》外，又新譯出了諸多教授陀羅尼的般若經，以及具綱要性質的般若經。

## 內容
大般若經分為九部十六會二百七十五分，梵本共計二十萬頌，其中《初會》字數約355萬字，份量佔比最廣，《第八會》《第十會》《第十三會》《第十四會》都不及1萬字。
《大般若經》的十六會，可以分為三大類。
前五會是第一類：前三會內容與古說的《大品》相同。四會與五會，是古說的《小品》。第一類內容都有共同的部分，是同一原本的分化。近代學者研究認為，應該是先有四、五會的《小品》，而後擴展為前三會的《大品》。
中五會為第二類：這是彼此不同的五部經，從《天王般若經》至《理趣般若經》。
後六會為第三類：這是從般若法門的立場，分別闡述布施、持戒、忍辱、精進、禪定、般若這六種波羅蜜。

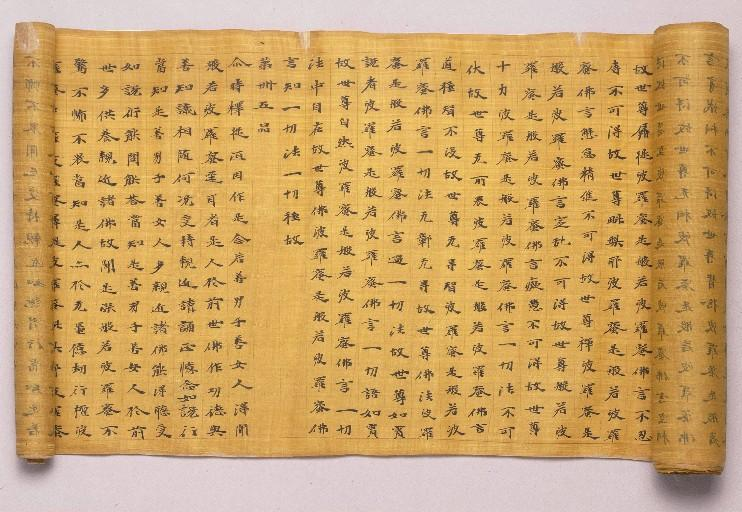
敦煌莫高窟《大品般若經》卷

| 九部般若     | 四處       | 《大般若經》中卷數                      | 梵本頌數 | 備註                           |
| ------------ | ---------- | --------------------------------------- | -------- | ------------------------------ |
| 上品般若     | 鷲峰山     | 初會79品（1～400卷）                    | 132600頌 | 十萬頌般若                     |
| 中品般若     | 鷲峰山     | 第二會85品（401～478卷）                | 25000頌  | 二萬五千頌般若／大品般若經     |
| 中品般若     | 鷲峰山     | 第三會31品（479～537卷）                | 18000頌  | 一萬八千頌般若／略同於大品般若 |
| 下品般若     | 鷲峰山     | 第四會29品（538~555卷）                 | 8000頌   | 八千頌般若／小品般若經         |
| 下品般若     | 鷲峰山     | 第五會24品（556~565卷）                 | 4000頌   | 四千頌般若／略同於小品般若     |
| 天王般若     | 鷲峰山     | 第六會17品（566～573卷）                | 2500頌   | 勝天王般若經                   |
| 文殊般若     | 給孤獨園   | 第七會（574～575卷 曼殊室利分）         | 800頌    | 七百頌般若／文殊說般若經       |
| 那伽室利般若 | 給孤獨園   | 第八會（576卷 那伽室利分）              | 400頌    | 濡首菩薩經                     |
| 金剛般若     | 給孤獨園   | 第九會（577卷 能斷金剛分）              | 300頌    | 三百頌般若／金剛經             |
| 理趣般若     | 他化自在天 | 第十會（578卷 般若理趣分）              | 300頌    | 理趣百五十頌／理趣般若經       |
| 六分般若     | 給孤獨園   | 第十一會（579卷～583卷 布施波羅蜜多分） | 2000頌   | 五波羅蜜多經                   |
| 六分般若     | 給孤獨園   | 第十二會（584卷～588卷 淨戒波羅蜜多分） | 2000頌   | 五波羅蜜多經                   |
| 六分般若     | 給孤獨園   | 第十三會（589卷 安忍波羅蜜多分）        | 400頌    | 五波羅蜜多經                   |
| 六分般若     | 給孤獨園   | 第十四會（590卷 精進波羅蜜多分）        | 400頌    | 五波羅蜜多經                   |
| 六分般若     | 鷲峰山     | 第十五會（591～592卷 靜慮波羅蜜多分）   | 800頌    | 五波羅蜜多經                   |
| 六分般若     | 竹林精舍   | 第十六會（593～600卷 般若波羅蜜多分）   | 2500頌   | 善勇猛般若經                   |

## 影響
中觀派創始人龍樹曾注疏解釋《大品般若經》，而成《大智度論》，來闡釋該經所表達的性空實相的義理。藏傳佛教傳說《現觀莊嚴論》是瑜伽行唯識學派鼻祖彌勒菩薩根據般若經的義理撰成，來闡釋般若經的實踐行證之道。陳那菩薩則根據本經第四會撰成《佛母般若波羅密多圓集要義論》，總數該經的主旨。
漢傳佛教方面，三論宗的主要典籍《中論》、《百論》、《十二門論》皆繼承般若經旨意。經過多位佛經翻譯家的傳寫講述後，般若學逐漸開始流行，《大品》、《小品》、《金剛般若》、《大智度論》、《中論》、《百論》等使般若學發展到一個高峰，使之成為魏晉南北朝時期佛教的主要論題，並影響到隋唐有關宗派。
本經第九會“金剛能斷分”的異譯本《金剛般若波羅蜜經》，成為禪宗傳心的法本；天台宗以《大品般若經》為觀法，《大智度論》為指南。在天台宗判教中，《般若經》雖三乘共學，但二乘取證，為熟蘇味相。此般若中，不說三藏教，帶通教、別教，正說圓教。

## 外部連結
- 歐陽漸：〈大般若波羅蜜多經敘（页面存档备份，存于）〉。